# Влашко въстание
Влашкото въстание или влашката революция от 1821 г. (на румънски: Revoluția de la 1821) е въстание на румънски селяни и пандури. То избухва срещу фанариотското управление във Влашкото княжество.
Обхваща територията на Влашко и частично на Молдова. Начело на въстаниците е Тудор Владимиреску.
Към въстаниците се присъединяват дейци на Филики Етерия под ръководството на Александър Ипсиланти. В резултат от интригите на някои гърци-участници във въстанието, е провалено постигането на целите му – независимост на Княжество Влахия или евентуално намаляване ролята на болярите в управлението му. Въстанието е жестоко потушено от османските войски, които наместо с противодействие на гръцката война за независимост са ангажирани във Влашко и Молдова.